# Neotephria avinoffi
Neotephria avinoffi là một loài bướm đêm trong họ Geometridae.